# Raffaele Ciferri
Raffaele Ciferri (ur. 30 maja 1897 w Fermo, zm. 12 lutego 1964 w Pawii) – włoski fitopatolog i mykolog.
Raffaele spędził dzieciństwo i część młodości w Petriolo w prowincji Macerata, gdzie jego rodzina miała wiele posiadłości. Walczył na frontach I wojny światowej. W 1919 roku ukończył nauki rolnicze na Uniwersytecie Bolońskim. W latach 1921–1922 prowadził wiele badań w dziedzinie fitopatologii dla Szkoły Uprawy Winorośli i Enologii w Albie. Następnie skupił się na badaniach naukowych w Wyższym Instytucie Leśnictwa we Florencji, później pracował jako asystent w Instytucie Botanicznym w Pawii. W 1925 r. rozpoczął karierę naukową w Ameryce Środkowej, gdzie założył służby techniczno-rolnicze na Dominikanie i był ich kierownikiem. Założył agronomiczną stację roboczą Haina (później Moca). W tym samym czasie rozpoczął kolekcjonowanie materiałów o znaczeniu przyrodniczym i mykologicznym. Działalność badawcza Ciferriego objęła również tropikalne obszary Ameryki Południowej i Antyle. W 1932 r. rozpoczął współpracę z Dominican Agricultural Company w Santiago De Los Cabarellos. Tam założył eksperymentalną stację roboczą do badania manioku. Ponadto wyjechał na misję do Ekwadoru, aby przeprowadzić badania na temat chorób związanych ze spożywaniem ziaren kakaowych.
W czerwcu 1932 Cifferi wrócił do Włoch, aby wznowić badania nad fitopatologią. Był wspierany stypendiami Instytutu Botanicznego w Pawii i Obserwatorium Fitopatologii w Palermo. W tym samym roku uzyskał uprawnienia do nauczania Mikrobiologii Rolniczej jako pracownik naukowy. Rok później został wicedyrektorem Laboratorium Kryptogamicznego w Pawii. Wykładał również na kursach fizjologii roślin i botaniki ogólnej. W latach 1934–1935 wyjeżdżał do Somalii organizować usługi rolnicze i fitopatologiczne. W 1936 r. wygrał konkurs na nauczanie botaniki na Uniwersytecie Florenckim. W 1942 roku został dyrektorem wykonawczym Instytutu Botanicznego i Laboratorium Kryptogamicznego w Pawii, osiągając najlepszą pozycję w dziedzinie swoich badań naukowych. Podczas II wojny światowej sympatyzował z ruchem oporu. Zmusiło go to do szukania schronienia przed niemieckimi represjami w Langhe. Po zakończeniu wojny Raffaele Cifferri ciężko pracował nad odnowieniem działalności naukowej w Pawii. Zmarł 12 lutego 1964 roku w Pawii w wieku 66 lat. Był autorem licznych prac naukowych. W latach 1921–1964 napisał blisko 1500 publikacji (krótkie notatki i duże tomy). Udało mu się to dzięki umiejętności pracowitości, umiejętnościom organizacyjnym i informacyjnym, otwartości na bezpretensjonalne prace oraz niezwykłej pamięci. Wykaz swoich prac zebrał w dwóch autobiograficznych broszurach: „Notizie sull’attività scientifica e didattica” (Pawia, 1935) oraz „Attività didattica ed operosita Scientifica durante il trienno dal 1936-37 al 1938-39” (Pawia, 1939).
W nazwach naukowych opisanych przez niego taksonów dodawane jest skrót jego nazwiska Cif.